# Osobenus yakimae
Osobenus yakimae är en bäcksländeart som först beskrevs av Hoppe 1938.  Osobenus yakimae ingår i släktet Osobenus och familjen rovbäcksländor. Inga underarter finns listade i Catalogue of Life.

## Bildgalleri

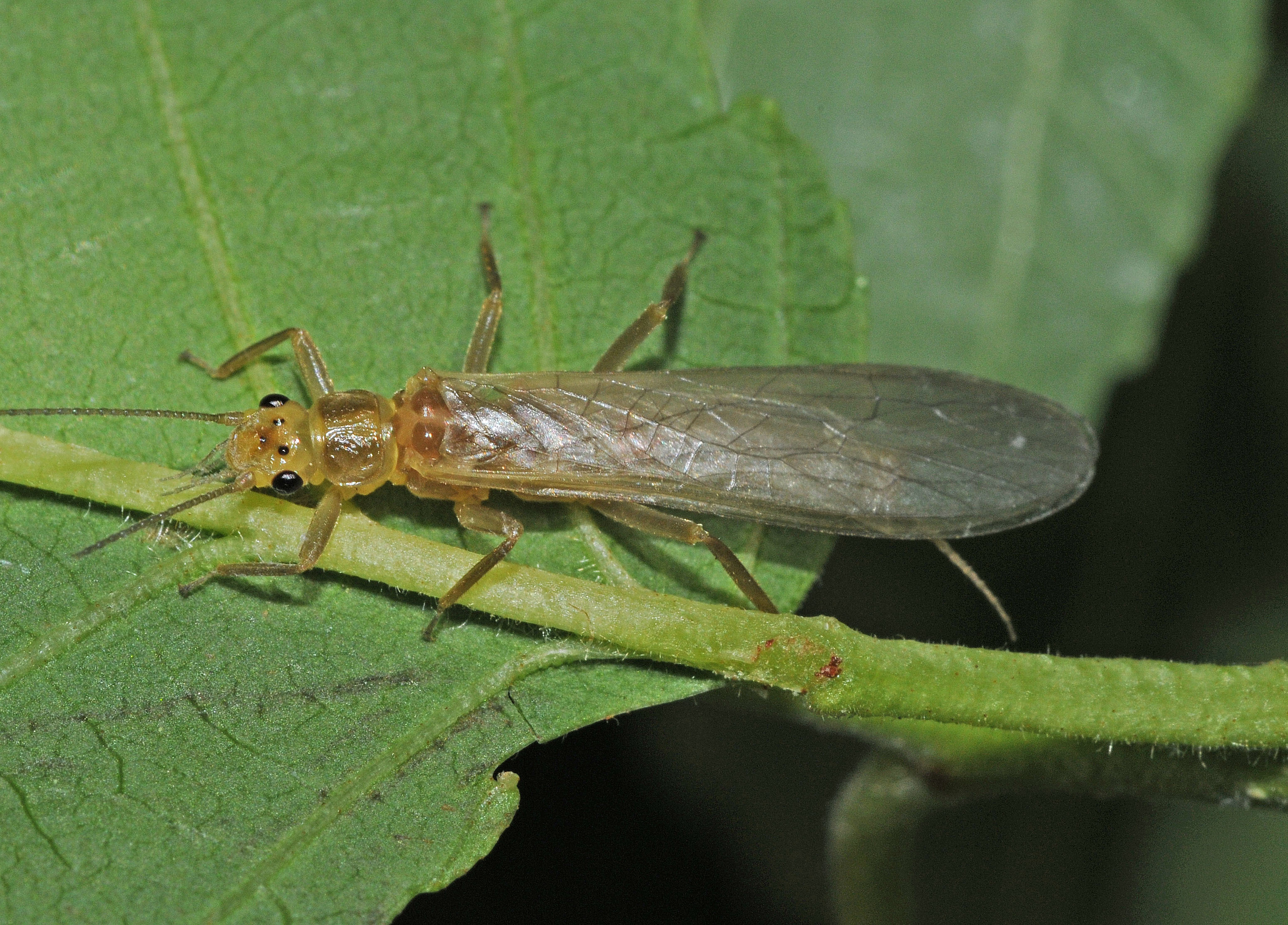